# Умаров, Гияс Якубович
Гияс Якубович Умаров (1921—1988) — учёный, советский узбекский физик, академик, член-корреспондент академии наук УзССР (1968) (ядерная физика), профессор физико-математических наук, основатель школы гелиотехники в Узбекистане. Инициатор создания большой солнечной печи под Ташкентом.

## Биография
Родился 25 декабря 1921 года в Ташкенте.
1937—1938 гг. — Студент Ленинградского Государственного Университета.
1938—1943 гг. — Студент Среднеазиатского государственного университета (ныне ТашГУ)
1943 г. — Окончил физико-математический факультет САГУ.
1944 г. — Старший преподаватель физики Хорезмского педагогического института.
1945 г. — Старший преподаватель физики Ташкентского сельскохозяйственного института.
1946 г. — Младший научный сотрудник Физико-технического института АН Узбекистана и аспирант Радиевого Института, Ленинград.
1949 г. — Защита диссертации на Учёном Совете МГУ им М. В. Ломоносова на соискание ученой степени кандидата физико-математических наук на тему «Исследования области малых энергий в бета-распаде».
1950—1958 гг. — Доцент, заведующий кафедрой физики Ташкентского политехнического института имени Абу Райхана Беруни.
1958—1960 гг. — Старший научный сотрудник Физико-технического института АН Узбекистана.
1960—1961 гг. — Заведующий лабораторией электрического разряда в том же институте. (ФТИ НПО УЗ)
1961—1962 гг. — Заместитель директора Физико-технического института АН Узбекистана.
1962—1965 гг. — Директор Физико-технического института АН Узбекистана.
1963—1965 гг. — Депутат Ташкентского городского совета.
1965 г. — Назначен заведующим отделом гелиофизики Физико-технического института АН Узбекистана и заместителем главного главного редактора журнала «Гелиотехника».
1967 г. — Защитил диссертацию на соискание ученой степени доктора технических наук на тему «Разработка и исследование концентраторов солнечной энергии на основе твердых и пленочных отражающих поверхностей»
1968 г. — Избран членом-корреспондентом Академии наук Узбекской ССР.
1971 г. — Председатель Проблемного совета по гелиотехники при отделении физико-математических наук АН Узбекистана.
1972 г. — Член бюро секции по возобновляемым источникам энергии Научного совета ГКНТ СССР по проблеме «Энергетика и электрификация».
1973 г. — Участник Всемирного конгресса по использованию солнечной энергии (Франция)
1976 г. — Награждён орденом «Знак Почета»
— Участие в составе делегации СССР в обсуждении работ, проводимых в рамках содружества СССР и США по использованию солнечной энергии.
— Член Специализированного ученного совета по защите докторских диссертаций при НПО «Солнце» АН Туркмении.
1978 г. — Член Научного совета АН СССР по комплексной проблеме «Изыскание новых путей использования солнечной энергии».
1979 г. — Участие в составе делегации СССР в обсуждении работ по совместной программе СССР и Иордании «Использование солнечной энергии»
1981 г. — Организатор выездного заседания секции термодинамического метода преобразования солнечной энергии Научного совета ГКНТ СССР.
Умер 21 декабря 1988 года.
Учёный в области гелиоэнергетики и ядерной физики.
Работы в области ядерной физики посвящены исследованиям β-распада тяжёлых радиоактивных элементов радий-Е и радий-Д.
Инициатор создания первого в СССР бетаспектрографа, который был установлен в Объединённом институте ядерных исследований (г. Дубна) для изучения новых радиоактивных протонов, получаемых с помощью мощного ускорителя. Этот спектрограф работает и по настоящее время.
Один из первых организаторов гелиотехнической науки в Узбекистане. Им создана научная школа по разработке, созданию и использованию гелиотехнических установок, использующих энергию солнечного излучения. Под его руководством велись работы по теории и практике создания концентрирующих устройств и отражающих покрытий, оптимизации основных параметров двигателей Стирлинга, гелиоматериаловедению, разработаны физические основы солнечно-тепловых установок и систем.
Умаров Г. Я. был инициатором создания Бухарского завода Гелиоаппаратуры и Большой Солнечной Печи вблизи Ташкента. В 1981 году им предложена схема солнечно-топливной электростанции на базе забалансовых газовых месторождений Узбекистана. Особое внимание обращал на эффективное использование солнечной энергии в сельском хозяйстве. Под его руководством выполнены работы по солнечной сушке сельхозкультур, импульсному концентрированному облучению семян хлопчатника и других культур, улучшению тепло-влажностного режима хлопкового поля за счет эффективного использования солнечной энергии и поливной воды.
Большое место в деятельности Г. Я. Умарова занимала работа по подготовке высококвалифицированных кадров для Узбекистана. Под его руководством защищено более 50 докторских и кандидатских диссертаций. Является автором 30 авторских свидетельств, 4 монографии и 220 статей.
Он был одним из инициаторов создания общественного комитета по спасению Арала, членом научного совета АН УзССР по комплексной проблеме «Изыскание новых путей использования солнечной энергии», членом бюро секции по возобновляемым источникам энергии Научного совета ГКНТ СССР, членом комитета по возобновляемым источникам энергии Союза НИО СССР, заместителем главного редактора журнала «Гелиотехника».

## Награды, поощрения
Награждён орденом «Знак Почета» и другими медалями.

## Научные труды
- Метод усиления изображений слабых линий конверсионных электронов, полученных при помощи β-спектрографа. Р-2276 [Текст] / К. Я. Громов, Ф. Н. Мухтасимов, Г. Я. Умаров. — [Дубна] : [б. и.], [1965]. — 7 с. : граф.; 21 см. — (Издания/ Объедин. ин-т ядерных исследований. Лаборатория ядерных проблем; Р-2276).